# شهرستان روسیون
شهرستان روسیون (به انگلیسی: Roussillon Regional County Municipality) یک منطقهٔ مسکونی در کانادا است که در ناحیه مونترژی واقع شده‌است. شهرستان روسیون ۴۰۳٫۶۰ کیلومتر مربع مساحت و ۱۶۲٬۱۸۷ نفر جمعیت دارد.